# Roberto II de Harcourt
Robert II de Harcourt (Meulan, Normandia, França 1142 – Poitiers 16 de outubro de 1204) "O valente" ou o "Forte" foi um Cavaleiro medieval francês, com origem na Casa de Harcourt, foi Barão de Harcourt, Elbeuf, La Saussaye, Beaumesnil, Saint-Célerin, e Senhor de Bourgtheroulde-Infreville, Beauficel, Poligny, Cailleville, Boissey-le-Châtel de Lisors, Bouville, Renneville, Berville, Angeville, Teillement, entre outras terras.
Foi um dos acompanhantes do rei Ricardo Coração de Leão na Terceira Cruzada tendo sido feito prisioneiro no outono de 1192, no caminho de regresso pelo duque da Austria, Leopoldo V.
O rei de Inglaterra João Sem Terra, duque da Normandia, nomeou-o como garante no Tratado de Goulet, feito com o rei de França Filipe II de França em maio de 1200.
Robert II de Harcourt figura também como garante de muitas cartas Henrique II de Inglaterra e de Ricardo Coração de Leão.
Ele fundou uma abadia dos Frades Beneditinos, a abadia de Notre-Dame de Crestain bem como a Capela de Saint-Thomas de Cantorbery no seu castelo, o Castelo de Harcourt.

## Relações familiares
Foi filho de Guilherme de Harcourt (1100 - 1124) e de Hue de Amboise
Casou em 1179 com a sua prima Joana de Meulan, Senhora de Meulan e de Brionne que era filha de Robert II de Meulan, conde de Meulan, e de Matilde da Cornualha, Senhora de Meulan e filha de Robert II de Meulan (1142 - 1204) e de Maude de Dunstanville (1165) conhecida também pelo nome de Matilde da Cornualha, filha de Reginaldo de Dunstanville, Conde da Cornualha, filho ilegítimo de Henrique I de Inglaterra, e de Beatriz de FitzRichard. Desse casamento teve:
1. Ricardo de Harcourt, barão de Harcourt.
2. Guilherme de Harcourt, Barão de Bosworth, participou na Quinta Cruzada
3. Olivier de Harcourt, Senhor de Ellenhal.
4. Simão de Harcourt, Senhor de Beachely.
5. João de Harcourt, Senhor de Bouville.
6. Gilberto de Harcourt, Senhor de Saxetot.
7. Américo de Harcourt.
8. Rogério de Harcourt.
9. Raul de Harcourt, Senhor de Annouville.
10. Gualtério de Harcourt, Senhor de Brionne.
11. Basília de Harcourt, Senhora de de Formeville e de Glisolles.
12. Cecília de Harcourt, Casou com N. de Chancelaine.
13. Matilde de Harcourt.
14. Hailde de Harcourt.
15. Emeline de Harcourt.